# Дзульо
Дзульо (итал. Zuglio) —  коммуна в Италии, располагается в регионе Фриули-Венеция-Джулия, в провинции Удине.
Население составляет 633 человека (2008 г.), плотность населения составляет 80 чел./км². Занимает площадь 8 км². Почтовый индекс — 33020. Телефонный код — 0433.
Покровителем коммуны почитается святой Леонард Ноблакский, празднование 6 ноября.

## Демография
Динамика населения:

## Персоналии
- Агостини, Джованни Антонио (1550—1631) — итальянский художник, скульптор.

## Администрация коммуны
- Официальный сайт: http://www.comune.zuglio.ud.it/ Архивная копия от 23 сентября 2010 на Wayback Machine